# Korallen (Pilze)
Als Korallen (Ramaria) werden neben den gleichnamigen Meereslebewesen auch die Pilzarten mit strauchartig verzweigten Fruchtkörpern aus der Familie der Schweinsohrverwandten bezeichnet. Die Vertreter der Gattungen Keulenpilze (Clavulina), Keulchen (Clavaria) und Wiesenkeulen (Clavulinopsis) können zwar ähnlich aussehen, gehören aber einer anderen Ordnung an.
Die Typusart ist die Hahnenkamm-Koralle (Ramaria botrytis).

## Merkmale

### Makroskopische Merkmale
Die Höhe der Fruchtkörper der Korallen ist von Art zu Art verschieden, jedoch werden sie selten höher als 15–20 cm. Die Dreifarbige Koralle (Ramaria formosa) kann allerdings eine Höhe von bis zu 30 cm erreichen. Auch die Durchmesser der verschiedenen Arten variieren von etwa 5–15 cm, und die Farben der Fruchtkörper sind verschieden gefärbt. Vom Strunk aus stehen die schmalen, 5–20 mm breiten Fruchtkörper büschelartig in senkrechten, dichten, meist parallelen Ästen zusammen, die sich weiter oben nochmals verzweigen. Die recht kurzen Astenden sind rundlich-spitz. Das Fleisch ist oft spröde und brüchig. Es riecht angenehm würzig.

### Mikroskopische Merkmale
Die Sporen sind ockerfarben bis braun und elliptisch.

## Ökologie
Einige Arten der Korallen wachsen am Nadelwaldboden im Unterholz. Die Büschel sind meistens in Hexenringen angeordnet und ab Spätherbst bis in den Winter zu finden. Andere Arten stehen auf Baumstümpfen oder dem Erdboden in Laub- und Nadelwäldern, vom Hochsommer bis in den Herbst.

## Arten

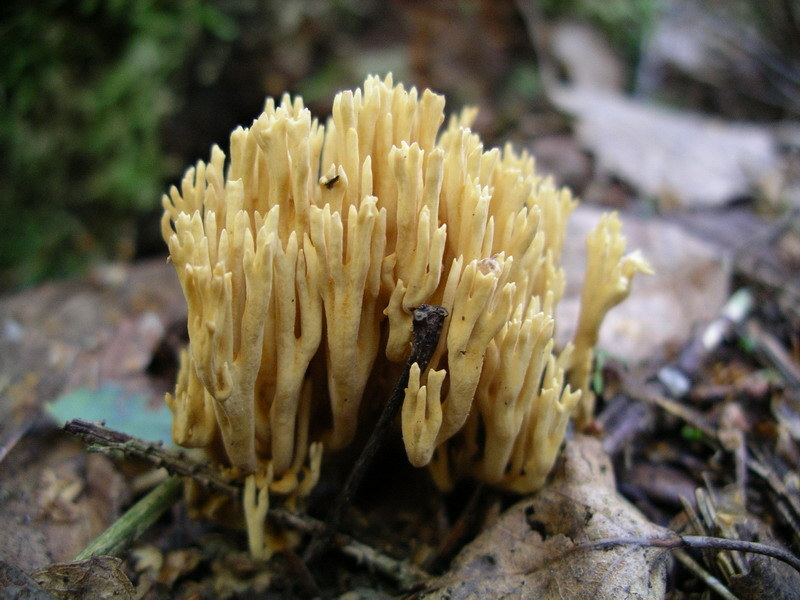
Grünfleckende Fichten-Koralle Ramaria abietina
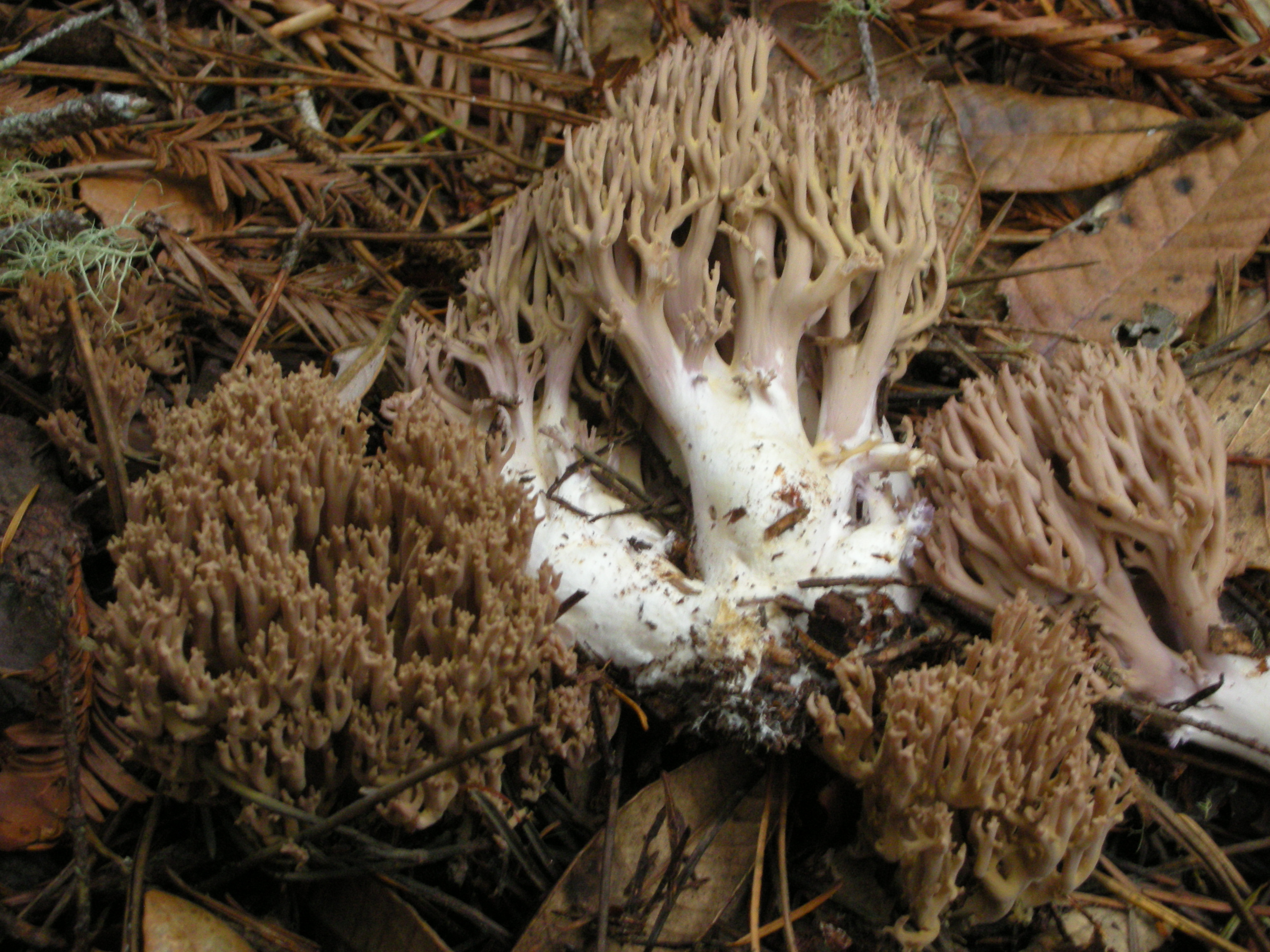
Gelbrußige Koralle Ramaria fennica
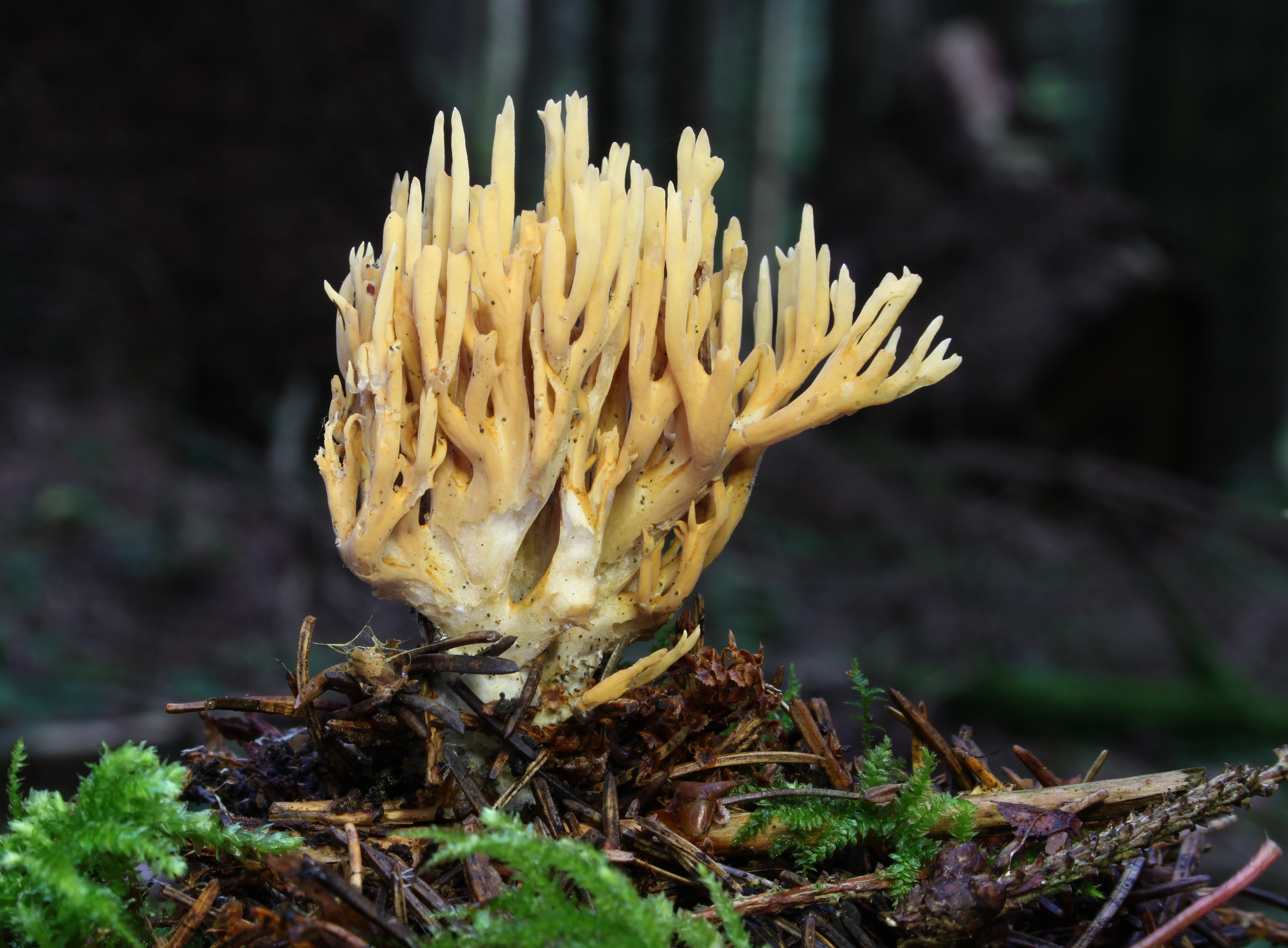
Flattrige Fichten-Koralle Ramaria flaccida
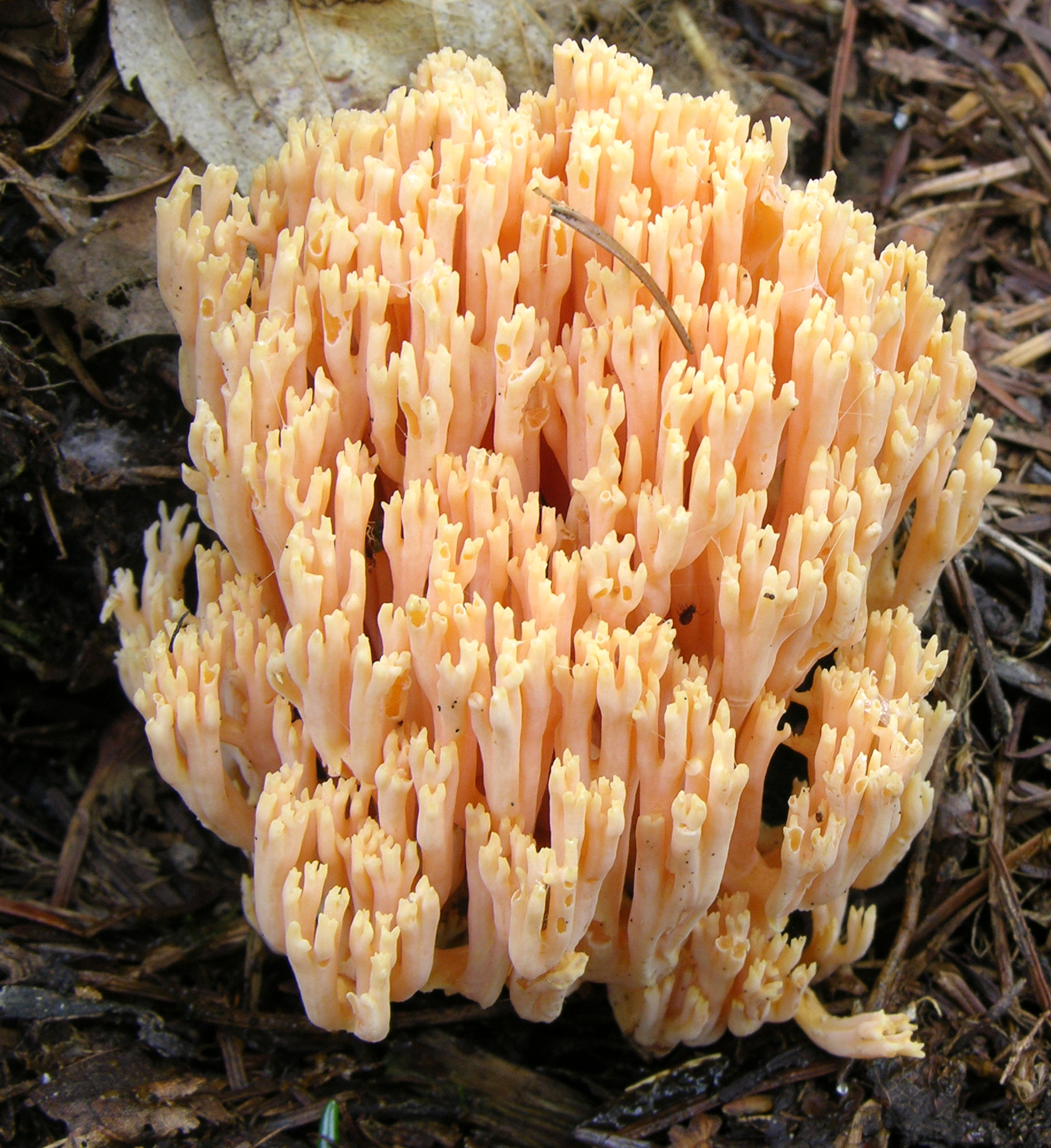
Dreifarbige Koralle Ramaria formosa
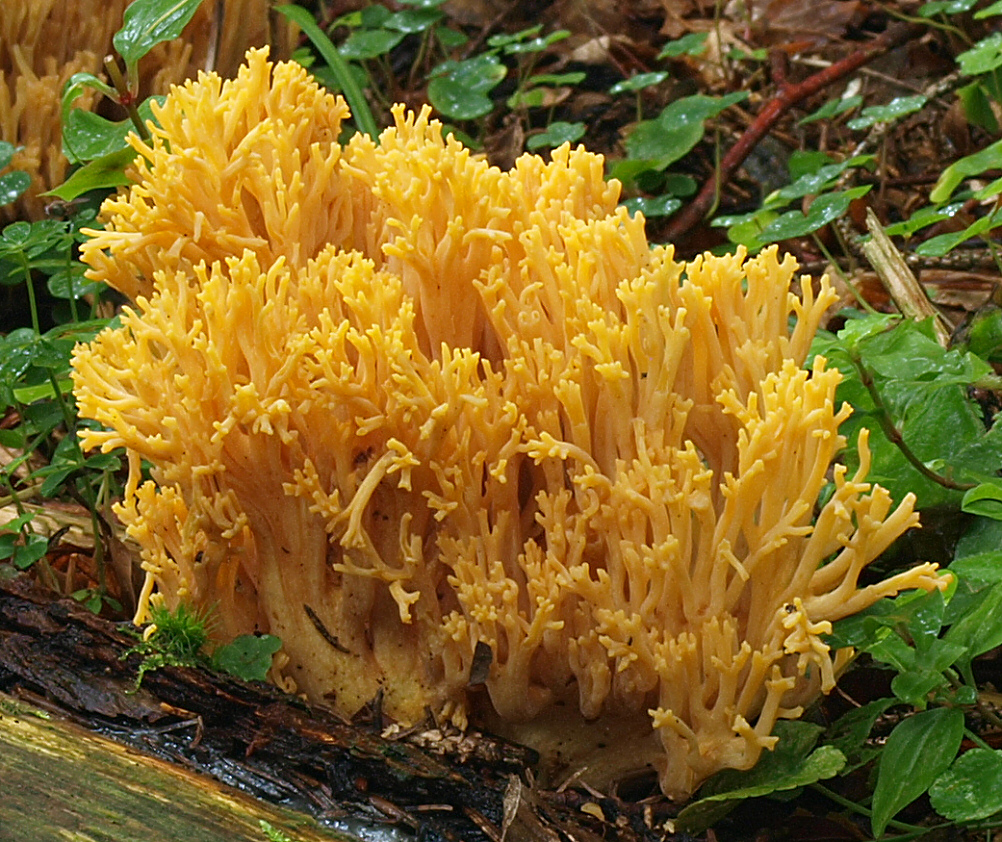
Orangegelbe Gebirgs-Koralle Ramaria largentii
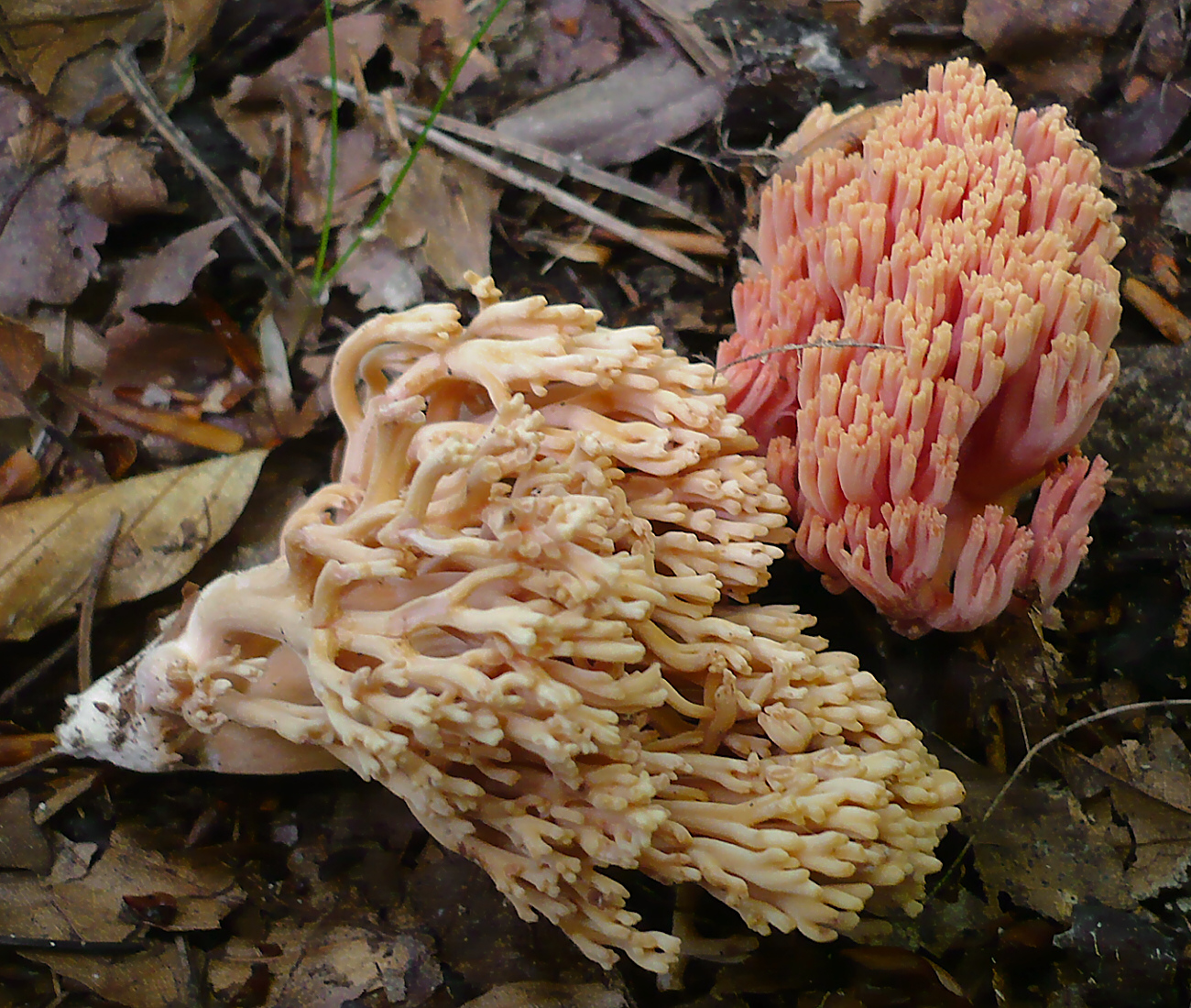
Formosaähnliche Koralle Ramaria neoformosa
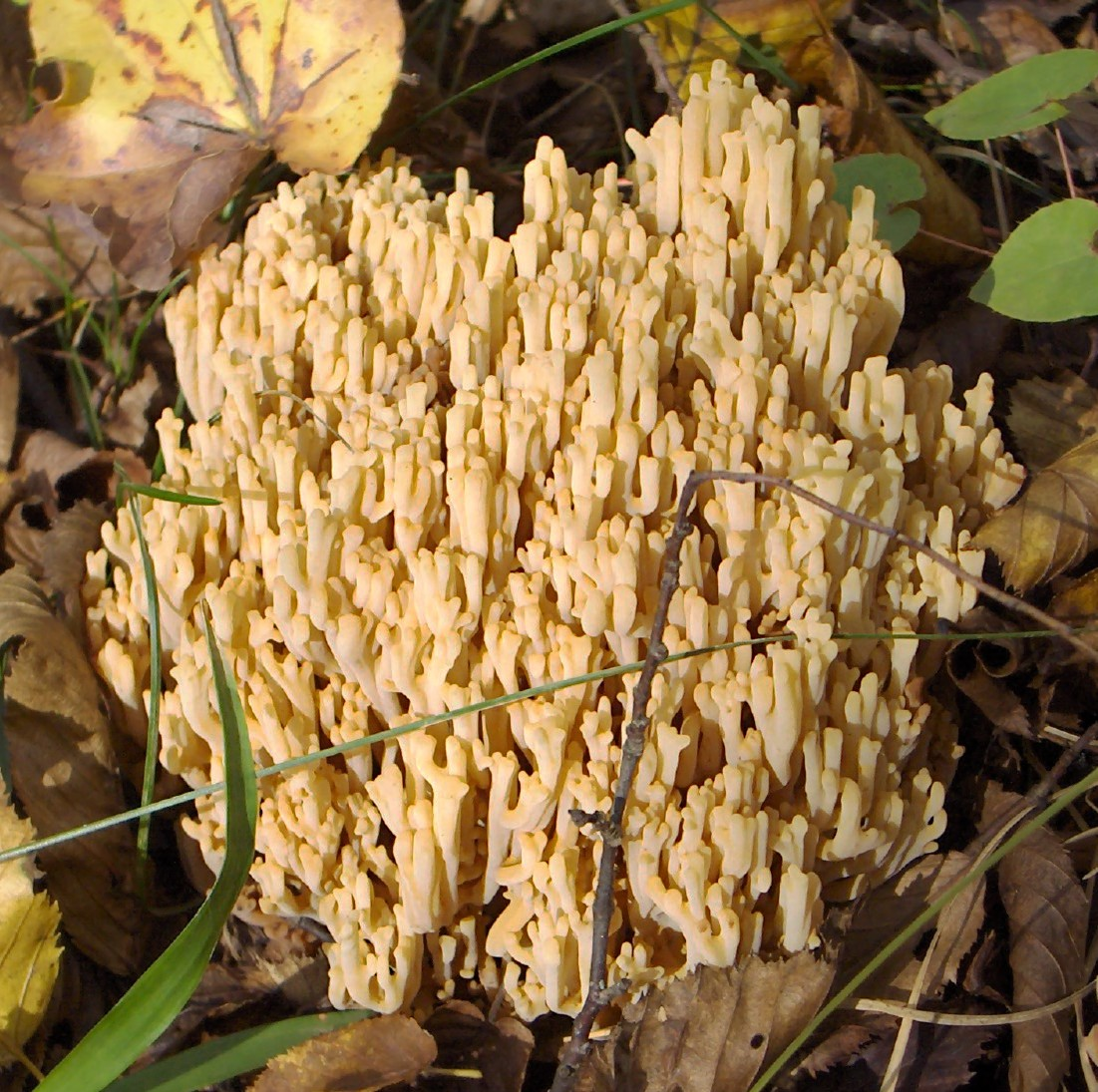
Bauchweh-Koralle Ramaria mairei
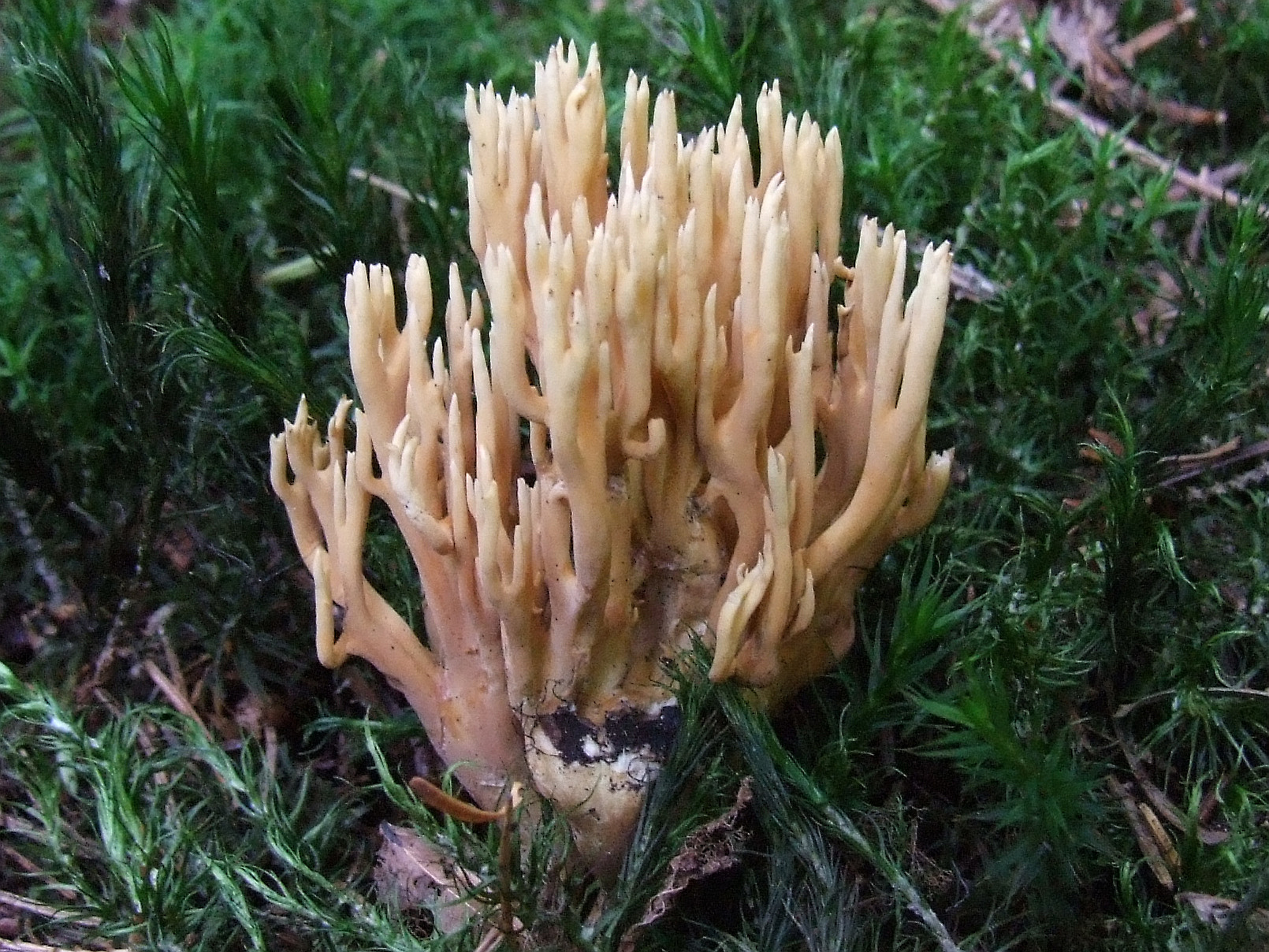
Steife Koralle Ramaria stricta
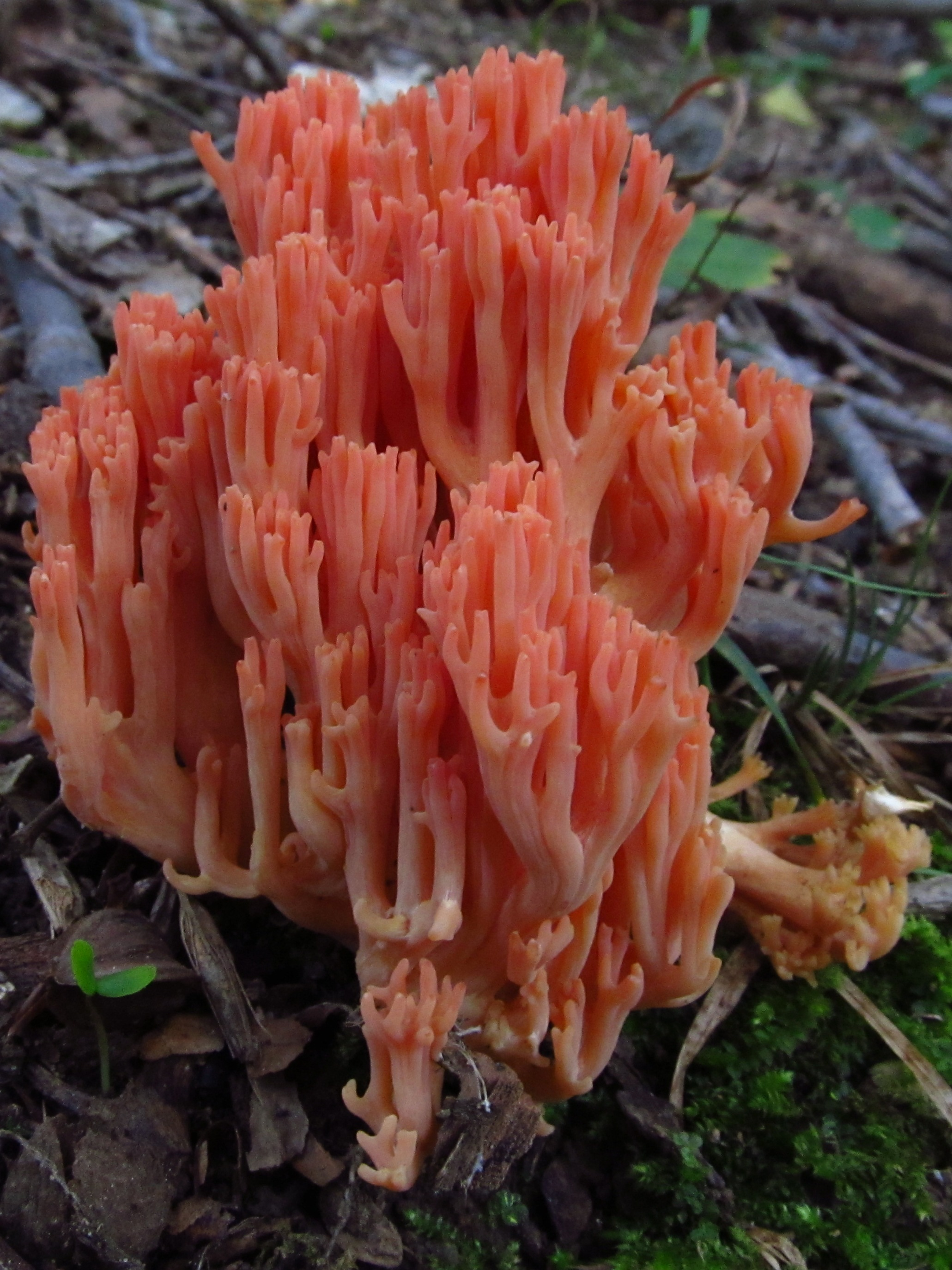
Rosenrote Koralle Ramaria subbotrytis

In Europa kommen rund 120 Taxa vor bzw. sind dort zu erwarten.
| Korallen (Ramaria) in Europa |                                                        |                                                         |
| \| Deutscher Name \| Wissenschaftlicher Name \| Autorenzitat \| \| --------------------------------- \| ------------------------------------------------------ \| ------------------------------------------------------- \| \| Grünfleckende Fichten-Koralle \| Ramaria abietina \| (Persoon 1794 : Fries 1821) Quélet 1888 \| \| \| Ramaria abietina var. valida \| Christan 2008 \| \| Weißlichgelbe Koralle \| Ramaria albidoflava \| Schild 1992 \| \| Rosaweiße Koralle \| Ramaria alborosea \| Schild 1992 \| \| Ledergelbe Koralle \| Ramaria alutacea \| Schild 2003 \| \| \| Ramaria anisata \| Schild 1982 \| \| Türkisspitzige Koralle \| Ramaria apiculata \| (Fries 1821 : Fries 1821) Donk 1933 \| \| \| Ramaria apiculata var. brunnea \| R.H. Petersen 1972 \| \| Neongelbe Koralle \| Ramaria arcosuensis \| Schild, Brotzu & A. Gennari 1998 \| \| Silbrige Koralle \| Ramaria argentea \| R.H. Petersen 1981 \| \| \| Ramaria aurantiisiccescens \| Marr & D.E. Stuntz 1974 ('1973') \| \| Goldgelbe Koralle \| Ramaria aurea \| (Schaeffer 1774) Quélet 1888 \| \| Weinbraunverfärbende Koralle \| Ramaria bataillei \| (Maire 1913) Corner 1950 \| \| Hahnenkamm-Koralle \| Ramaria botrytis (beschrieben als „botrytes“) \| (Persoon 1797 : Fries 1821) Bourdot 1894 \| \| \| Ramaria botrytis f. musicolor \| Schild 1982 \| \| \| Ramaria botrytis var. compactospora \| Schild & G. Ricci in Schild 1998 \| \| Hahnenkammähnliche Koralle \| Ramaria botrytoides \| (Peck 1905) Corner 1950 \| \| Milchkaffeefarbene Koralle \| Ramaria brienzensis \| Schild 1992 \| \| Broomes Bitter-Koralle \| Ramaria broomei \| (Cotton & Wakefield 1919) R.H. Petersen 1981 \| \| \| Ramaria brunneicontusa \| R.H. Petersen 1989 \| \| Braunfleckige Koralle \| Ramaria brunneomaculata \| Schild 1992 \| \| Kakao-Koralle \| Ramaria cacao \| (Coker 1923) Corner 1950 \| \| Graubraune Koralle \| Ramaria canobrunnea \| Schild 2003 \| \| \| Ramaria celerivirescens \| Marr & D.E. Stuntz 1974 ('1973') \| \| Starkverfärbende Koralle \| Ramaria cettoi \| Schild 1984 ('1983') \| \| Keulige Koralle \| Ramaria clavarioides \| Schild 1998 \| \| \| Ramaria claviramulata \| Marr & D.E. Stuntz 1974 ('1973') \| \| \| Ramaria cokeri \| R.H. Petersen 1977 ('1976') \| \| Dünnästige Erd-Koralle \| Ramaria comitis \| Schild 1998 \| \| Gedrängtästige Koralle \| Ramaria condensata \| (Fries 1838) Quélet 1888 \| \| \| Ramaria corrugata \| (P. Karsten 1868) Schild 1975 ss. orig., non ss. Schild \| \| Kurzsporige Kiefern-Koralle \| Ramaria curta \| (Fries 1861) Schild 1994 \| \| Sparrige oder Olivgelbe Koralle \| Ramaria decurrens \| (Persoon 1822) R.H. Petersen 1981 \| \| Dolomiten-Koralle \| Ramaria dolomitica \| Franchi & M. Marchetti 2000 \| \| Smaragd-Koralle \| Ramaria echinovirens (beschrieben als „echino-virens“) \| Corner, K.S. Thind & Dev 1957 \| \| \| Ramaria eosanguinea \| R.H. Petersen 1976 \| \| Ockergelbe Kiefern-Koralle \| Ramaria eumorpha \| (P. Karsten 1882) Corner 1950 \| \| Buchen-Koralle \| Ramaria fagetorum \| Maas-Geesteranus 1976 ex Schild 1978 \| \| \| Ramaria fagicola \| R.H. Petersen 1975 \| \| Gelbrußige Koralle \| Ramaria fennica \| (P. Karsten 1868) Ricken 1920 \| \| \| Ramaria fennica var. cedretorum \| (Maire 1914) Schild 1995 \| \| Violettgraue Koralle \| Ramaria fennica var. fumigata \| (Peck 1879) Schild 1995 \| \| \| Ramaria fennica var. violacea \| Schild 1995 \| \| Flattrige Fichten-Koralle \| Ramaria flaccida \| (Fries 1821 : Fries 1821) Bourdot 1898 \| \| Schwefelgelbe Koralle \| Ramaria flava \| (Schaeffer 1774 : Fries 1821) Quélet 1888 \| \| \| Ramaria flava var. scandinavica \| (R.H. Petersen 1989) Christan 2008 \| \| Feine Koralle \| Ramaria flava var. subtilis \| (Coker 1923) Corner 1966 \| \| Gelbliche Koralle \| Ramaria flavescens \| (Schaeffer 1774) R.H. Petersen 1974 \| \| \| Ramaria flavicingula \| R.H. Petersen 1989 \| \| Leuchtendgelbe Mittelmeer-Koralle \| Ramaria flavissima \| Schild 1998 \| \| Gelbbräunende Koralle \| Ramaria flavobrunnescens \| (G.F. Atkinson 1909) Corner 1950 \| \| \| Ramaria flavobrunnescens var. aurea \| (Coker 1923) Corner 1950 \| \| Rettichgeruch-Koralle \| Ramaria flavoides \| Schild 1981 \| \| Gelbliche Lachs-Koralle \| Ramaria flavosalmonicolor \| Schild 1990 \| \| Dreifarbige Koralle \| Ramaria formosa \| (Persoon 1797 : Fries 1821) Quélet 1888 \| \| Zierliche Koralle \| Ramaria gracilis \| (Persoon 1797 : Fries 1821) Quélet 1888 \| \| \| Ramaria grandipes \| Schild & R.H. Petersen 1980 \| \| \| Ramaria gypsea \| Schild 1982 \| \| \| Ramaria helodes \| Christan & G. Bauer 2008 \| \| Feuerfarbene Koralle \| Ramaria ignicolor \| Bresadola in herb. ex Corner 1950 \| \| Schmutzige Koralle \| Ramaria inquinata \| Schild 1992 \| \| Zartrosa Koralle \| Ramaria intimorosea \| Schild & Vrscaj 1992 \| \| Kleine Rotbuchen-Koralle \| Ramaria krieglsteineri \| Schild 1997 \| \| Hellbräunende Koralle \| Ramaria lactobrunnescens \| Schild 1980 \| \| Orangefarbene Gebirgs-Koralle \| Ramaria largentii \| Marr & D.E. Stuntz 1974 ('1973') \| \| \| Ramaria largentii var. citrina \| Schild 1992 \| \| \| Ramaria longispora \| Marr & D.E. Stuntz 1974 ('1973') \| \| Hellgelbe Koralle \| Ramaria lutea \| (Vittadini 1834) Schild 1977 \| \| \| Ramaria luteofusca \| Maire 1937 \| \| Prächtige Koralle \| Ramaria magnifica \| Schild 1983 \| \| Bauchweh- oder Blasse Koralle \| Ramaria mairei \| Donk 1933 \| \| Mediterrane Koralle \| Ramaria mediterranea \| Schild & Franchi 1998 \| \| Murrills Koralle \| Ramaria murrillii \| (Coker 1923) Corner 1950 \| \| \| Ramaria mutabilis \| Schild & R.H. Petersen 1981 \| \| Bewurzelte Koralle \| Ramaria myceliosa \| (Peck 1904) Corner 1950 \| \| Formosaähnliche Koralle \| Ramaria neoformosa \| R.H. Petersen 1976 \| \| Schneeweiße Koralle \| Ramaria nivalis \| Cetto 1987 (nom. prov.) \| \| \| Ramaria ochracea \| (Bresadola 1899) Corner 1950 \| \| \| Ramaria ochraceovirens \| (Junghuhn 1830 : Fries 1832) Donk 1933 \| \| Ockergrüne Koralle \| Ramaria ochrochlora \| Furrer-Ziogas & Schild 1971 \| \| Bleiche Koralle \| Ramaria pallidissima \| Schild & G. Ricci 1998 \| \| Rosagelbe Buchen-Koralle \| Ramaria pallidosaponaria \| R.H. Petersen 1989 \| \| Moor-Koralle \| Ramaria paludosa \| (S. Lundell 1932) Schild 1980 ('1979') \| \| \| Ramaria polonica \| R.H. Petersen 1975 \| \| Frühe Koralle \| Ramaria praecox \| Schild 2003 \| \| \| Ramaria pseudogracilis \| R.H. Petersen 1975 \| \| Zwergenhafte Koralle \| Ramaria pumila \| Schild 1992 \| \| Steineichen-Koralle \| Ramaria quercus-ilicis \| Schild 1998 \| \| \| Ramaria rasilispora var. scatesiana \| Marr & D.E. Stuntz 1974 ('1973') \| \| \| Ramaria rielii \| Boudier 1897 ('Rieli') \| \| Steppen-Koralle \| Ramaria roellinii \| Schild 1978 \| \| Rosaliche Koralle \| Ramaria roseola \| Schild 2003 \| \| Rotbraune Koralle \| Ramaria rubella \| (Schaeffer 1774) R.H. Petersen 1974 \| \| Fleischrote Koralle \| Ramaria rubricarnata \| Marr & D.E. Stuntz 1974 ('1973') \| \| \| Ramaria rubrievanescens \| Marr & D.E. Stuntz 1974 ('1973') \| \| Rosaspitzige Koralle \| Ramaria rubripermanens \| Marr & D.E. Stuntz 1974 ('1973') \| \| Rotzähnige Koralle \| Ramaria rufescens \| (Schaeffer 1774) Corner 1950 \| \| \| Ramaria safraniolens \| Christan 2008 \| \| Blutrotfleckende Koralle \| Ramaria sanguinea \| (Persoon 1800) Quélet 1888 \| \| Sardische Koralle \| Ramaria sardiniensis \| Schild & G. Ricci 1998 \| \| Abgestutzte Koralle \| Ramaria schildii \| R.H. Petersen 1988 \| \| Weinbraune Koralle \| Ramaria secunda \| (Berkeley 1873) Corner 1950 \| \| \| Ramaria sesiana \| Schild 1989 \| \| Feinstachelige Koralle \| Ramaria spinulosa \| (Persoon 1800 : Fries 1821) Quélet 1888 \| \| Strassers Koralle \| Ramaria strasseri \| (Bresadola 1900) Corner 1950 \| \| Steife Koralle \| Ramaria stricta \| (Persoon 1795 : Fries 1821) Quélet 1888 \| \| \| Ramaria stricta var. concolor \| Corner 1950 \| \| \| Ramaria stricta var. violaceotincta \| (Bourdot & Galzin 1928) Corner 1950 \| \| Rosenrote Koralle \| Ramaria subbotrytis \| (Coker 1923) Corner 1950 \| \| \| Ramaria subbotrytis f. flavipes \| Franchi & M. Marchetti 2001 \| \| Lavendel-Koralle \| Ramaria subdecurrens \| (Coker 1923) Corner 1950 \| \| Schwedische Koralle \| Ramaria suecica \| (Fries 1815 : Fries 1821) Donk 1933 \| \| Erdbraune Koralle \| Ramaria terrea \| Schild 1990 \| \| Gelbspitzige Koralle \| Ramaria testaceoflava \| (Bresadola 1884) Corner 1950 \| \| Kastanien-Koralle \| Ramaria thalliovirescens \| Franchi & M. Marchetti 2000 \| \| Tridentiner Koralle \| Ramaria tridentina \| Schild 1981 \| \| \| Ramaria tsugina \| (Peck 1903) Marr & D.E. Stuntz 1974 ('1973') \| \| Zimtbräunliche Koralle \| Ramaria varians \| Schild 1992 \| \| \| Ramaria velenovskyi \| Pilát 1958 \| \| Weinrotstielige Koralle \| Ramaria vinaceipes \| Schild 1990 \| \| \| Ramaria vittadinii \| R.H. Petersen 1989 \| |                                                        |                                                         |
| Deutscher Name | Wissenschaftlicher Name                                | Autorenzitat                                            |
| Grünfleckende Fichten-Koralle | Ramaria abietina                                       | (Persoon 1794 : Fries 1821) Quélet 1888                 |
| | Ramaria abietina var. valida                           | Christan 2008                                           |
| Weißlichgelbe Koralle | Ramaria albidoflava                                    | Schild 1992                                             |
| Rosaweiße Koralle | Ramaria alborosea                                      | Schild 1992                                             |
| Ledergelbe Koralle | Ramaria alutacea                                       | Schild 2003                                             |
| | Ramaria anisata                                        | Schild 1982                                             |
| Türkisspitzige Koralle | Ramaria apiculata                                      | (Fries 1821 : Fries 1821) Donk 1933                     |
| | Ramaria apiculata var. brunnea                         | R.H. Petersen 1972                                      |
| Neongelbe Koralle | Ramaria arcosuensis                                    | Schild, Brotzu & A. Gennari 1998                        |
| Silbrige Koralle | Ramaria argentea                                       | R.H. Petersen 1981                                      |
| | Ramaria aurantiisiccescens                             | Marr & D.E. Stuntz 1974 ('1973')                        |
| Goldgelbe Koralle | Ramaria aurea                                          | (Schaeffer 1774) Quélet 1888                            |
| Weinbraunverfärbende Koralle | Ramaria bataillei                                      | (Maire 1913) Corner 1950                                |
| Hahnenkamm-Koralle | Ramaria botrytis (beschrieben als „botrytes“)          | (Persoon 1797 : Fries 1821) Bourdot 1894                |
| | Ramaria botrytis f. musicolor                          | Schild 1982                                             |
| | Ramaria botrytis var. compactospora                    | Schild & G. Ricci in Schild 1998                        |
| Hahnenkammähnliche Koralle | Ramaria botrytoides                                    | (Peck 1905) Corner 1950                                 |
| Milchkaffeefarbene Koralle | Ramaria brienzensis                                    | Schild 1992                                             |
| Broomes Bitter-Koralle | Ramaria broomei                                        | (Cotton & Wakefield 1919) R.H. Petersen 1981            |
| | Ramaria brunneicontusa                                 | R.H. Petersen 1989                                      |
| Braunfleckige Koralle | Ramaria brunneomaculata                                | Schild 1992                                             |
| Kakao-Koralle | Ramaria cacao                                          | (Coker 1923) Corner 1950                                |
| Graubraune Koralle | Ramaria canobrunnea                                    | Schild 2003                                             |
| | Ramaria celerivirescens                                | Marr & D.E. Stuntz 1974 ('1973')                        |
| Starkverfärbende Koralle | Ramaria cettoi                                         | Schild 1984 ('1983')                                    |
| Keulige Koralle | Ramaria clavarioides                                   | Schild 1998                                             |
| | Ramaria claviramulata                                  | Marr & D.E. Stuntz 1974 ('1973')                        |
| | Ramaria cokeri                                         | R.H. Petersen 1977 ('1976')                             |
| Dünnästige Erd-Koralle | Ramaria comitis                                        | Schild 1998                                             |
| Gedrängtästige Koralle | Ramaria condensata                                     | (Fries 1838) Quélet 1888                                |
| | Ramaria corrugata                                      | (P. Karsten 1868) Schild 1975 ss. orig., non ss. Schild |
| Kurzsporige Kiefern-Koralle | Ramaria curta                                          | (Fries 1861) Schild 1994                                |
| Sparrige oder Olivgelbe Koralle | Ramaria decurrens                                      | (Persoon 1822) R.H. Petersen 1981                       |
| Dolomiten-Koralle | Ramaria dolomitica                                     | Franchi & M. Marchetti 2000                             |
| Smaragd-Koralle | Ramaria echinovirens (beschrieben als „echino-virens“) | Corner, K.S. Thind & Dev 1957                           |
| | Ramaria eosanguinea                                    | R.H. Petersen 1976                                      |
| Ockergelbe Kiefern-Koralle | Ramaria eumorpha                                       | (P. Karsten 1882) Corner 1950                           |
| Buchen-Koralle | Ramaria fagetorum                                      | Maas-Geesteranus 1976 ex Schild 1978                    |
| | Ramaria fagicola                                       | R.H. Petersen 1975                                      |
| Gelbrußige Koralle | Ramaria fennica                                        | (P. Karsten 1868) Ricken 1920                           |
| | Ramaria fennica var. cedretorum                        | (Maire 1914) Schild 1995                                |
| Violettgraue Koralle | Ramaria fennica var. fumigata                          | (Peck 1879) Schild 1995                                 |
| | Ramaria fennica var. violacea                          | Schild 1995                                             |
| Flattrige Fichten-Koralle | Ramaria flaccida                                       | (Fries 1821 : Fries 1821) Bourdot 1898                  |
| Schwefelgelbe Koralle | Ramaria flava                                          | (Schaeffer 1774 : Fries 1821) Quélet 1888               |
| | Ramaria flava var. scandinavica                        | (R.H. Petersen 1989) Christan 2008                      |
| Feine Koralle | Ramaria flava var. subtilis                            | (Coker 1923) Corner 1966                                |
| Gelbliche Koralle | Ramaria flavescens                                     | (Schaeffer 1774) R.H. Petersen 1974                     |
| | Ramaria flavicingula                                   | R.H. Petersen 1989                                      |
| Leuchtendgelbe Mittelmeer-Koralle | Ramaria flavissima                                     | Schild 1998                                             |
| Gelbbräunende Koralle | Ramaria flavobrunnescens                               | (G.F. Atkinson 1909) Corner 1950                        |
| | Ramaria flavobrunnescens var. aurea                    | (Coker 1923) Corner 1950                                |
| Rettichgeruch-Koralle | Ramaria flavoides                                      | Schild 1981                                             |
| Gelbliche Lachs-Koralle | Ramaria flavosalmonicolor                              | Schild 1990                                             |
| Dreifarbige Koralle | Ramaria formosa                                        | (Persoon 1797 : Fries 1821) Quélet 1888                 |
| Zierliche Koralle | Ramaria gracilis                                       | (Persoon 1797 : Fries 1821) Quélet 1888                 |
| | Ramaria grandipes                                      | Schild & R.H. Petersen 1980                             |
| | Ramaria gypsea                                         | Schild 1982                                             |
| | Ramaria helodes                                        | Christan & G. Bauer 2008                                |
| Feuerfarbene Koralle | Ramaria ignicolor                                      | Bresadola in herb. ex Corner 1950                       |
| Schmutzige Koralle | Ramaria inquinata                                      | Schild 1992                                             |
| Zartrosa Koralle | Ramaria intimorosea                                    | Schild & Vrscaj 1992                                    |
| Kleine Rotbuchen-Koralle | Ramaria krieglsteineri                                 | Schild 1997                                             |
| Hellbräunende Koralle | Ramaria lactobrunnescens                               | Schild 1980                                             |
| Orangefarbene Gebirgs-Koralle | Ramaria largentii                                      | Marr & D.E. Stuntz 1974 ('1973')                        |
| | Ramaria largentii var. citrina                         | Schild 1992                                             |
| | Ramaria longispora                                     | Marr & D.E. Stuntz 1974 ('1973')                        |
| Hellgelbe Koralle | Ramaria lutea                                          | (Vittadini 1834) Schild 1977                            |
| | Ramaria luteofusca                                     | Maire 1937                                              |
| Prächtige Koralle | Ramaria magnifica                                      | Schild 1983                                             |
| Bauchweh- oder Blasse Koralle | Ramaria mairei                                         | Donk 1933                                               |
| Mediterrane Koralle | Ramaria mediterranea                                   | Schild & Franchi 1998                                   |
| Murrills Koralle | Ramaria murrillii                                      | (Coker 1923) Corner 1950                                |
| | Ramaria mutabilis                                      | Schild & R.H. Petersen 1981                             |
| Bewurzelte Koralle | Ramaria myceliosa                                      | (Peck 1904) Corner 1950                                 |
| Formosaähnliche Koralle | Ramaria neoformosa                                     | R.H. Petersen 1976                                      |
| Schneeweiße Koralle | Ramaria nivalis                                        | Cetto 1987 (nom. prov.)                                 |
| | Ramaria ochracea                                       | (Bresadola 1899) Corner 1950                            |
| | Ramaria ochraceovirens                                 | (Junghuhn 1830 : Fries 1832) Donk 1933                  |
| Ockergrüne Koralle | Ramaria ochrochlora                                    | Furrer-Ziogas & Schild 1971                             |
| Bleiche Koralle | Ramaria pallidissima                                   | Schild & G. Ricci 1998                                  |
| Rosagelbe Buchen-Koralle | Ramaria pallidosaponaria                               | R.H. Petersen 1989                                      |
| Moor-Koralle | Ramaria paludosa                                       | (S. Lundell 1932) Schild 1980 ('1979')                  |
| | Ramaria polonica                                       | R.H. Petersen 1975                                      |
| Frühe Koralle | Ramaria praecox                                        | Schild 2003                                             |
| | Ramaria pseudogracilis                                 | R.H. Petersen 1975                                      |
| Zwergenhafte Koralle | Ramaria pumila                                         | Schild 1992                                             |
| Steineichen-Koralle | Ramaria quercus-ilicis                                 | Schild 1998                                             |
| | Ramaria rasilispora var. scatesiana                    | Marr & D.E. Stuntz 1974 ('1973')                        |
| | Ramaria rielii                                         | Boudier 1897 ('Rieli')                                  |
| Steppen-Koralle | Ramaria roellinii                                      | Schild 1978                                             |
| Rosaliche Koralle | Ramaria roseola                                        | Schild 2003                                             |
| Rotbraune Koralle | Ramaria rubella                                        | (Schaeffer 1774) R.H. Petersen 1974                     |
| Fleischrote Koralle | Ramaria rubricarnata                                   | Marr & D.E. Stuntz 1974 ('1973')                        |
| | Ramaria rubrievanescens                                | Marr & D.E. Stuntz 1974 ('1973')                        |
| Rosaspitzige Koralle | Ramaria rubripermanens                                 | Marr & D.E. Stuntz 1974 ('1973')                        |
| Rotzähnige Koralle | Ramaria rufescens                                      | (Schaeffer 1774) Corner 1950                            |
| | Ramaria safraniolens                                   | Christan 2008                                           |
| Blutrotfleckende Koralle | Ramaria sanguinea                                      | (Persoon 1800) Quélet 1888                              |
| Sardische Koralle | Ramaria sardiniensis                                   | Schild & G. Ricci 1998                                  |
| Abgestutzte Koralle | Ramaria schildii                                       | R.H. Petersen 1988                                      |
| Weinbraune Koralle | Ramaria secunda                                        | (Berkeley 1873) Corner 1950                             |
| | Ramaria sesiana                                        | Schild 1989                                             |
| Feinstachelige Koralle | Ramaria spinulosa                                      | (Persoon 1800 : Fries 1821) Quélet 1888                 |
| Strassers Koralle | Ramaria strasseri                                      | (Bresadola 1900) Corner 1950                            |
| Steife Koralle | Ramaria stricta                                        | (Persoon 1795 : Fries 1821) Quélet 1888                 |
| | Ramaria stricta var. concolor                          | Corner 1950                                             |
| | Ramaria stricta var. violaceotincta                    | (Bourdot & Galzin 1928) Corner 1950                     |
| Rosenrote Koralle | Ramaria subbotrytis                                    | (Coker 1923) Corner 1950                                |
| | Ramaria subbotrytis f. flavipes                        | Franchi & M. Marchetti 2001                             |
| Lavendel-Koralle | Ramaria subdecurrens                                   | (Coker 1923) Corner 1950                                |
| Schwedische Koralle | Ramaria suecica                                        | (Fries 1815 : Fries 1821) Donk 1933                     |
| Erdbraune Koralle | Ramaria terrea                                         | Schild 1990                                             |
| Gelbspitzige Koralle | Ramaria testaceoflava                                  | (Bresadola 1884) Corner 1950                            |
| Kastanien-Koralle | Ramaria thalliovirescens                               | Franchi & M. Marchetti 2000                             |
| Tridentiner Koralle | Ramaria tridentina                                     | Schild 1981                                             |
| | Ramaria tsugina                                        | (Peck 1903) Marr & D.E. Stuntz 1974 ('1973')            |
| Zimtbräunliche Koralle | Ramaria varians                                        | Schild 1992                                             |
| | Ramaria velenovskyi                                    | Pilát 1958                                              |
| Weinrotstielige Koralle | Ramaria vinaceipes                                     | Schild 1990                                             |
| | Ramaria vittadinii                                     | R.H. Petersen 1989                                      |

- Grünfleckende Fichten-Koralle
Ramaria abietina
- Gelbrußige Koralle
Ramaria fennica
- Flattrige Fichten-Koralle
Ramaria flaccida
- Dreifarbige Koralle
Ramaria formosa
- Orangegelbe Gebirgs-Koralle
Ramaria largentii
- Formosaähnliche Koralle
Ramaria neoformosa
- Bauchweh-Koralle
Ramaria mairei
- Steife Koralle
Ramaria stricta
- Rosenrote Koralle
Ramaria subbotrytis

## Bedeutung
Als essbar gelten Hahnenkamm-Koralle (R. botrytis) und Goldgelbe Koralle (R. aurea). Wegen der großen Verwechslungsgefahr mit giftigen Arten ist hier aber große Vorsicht angezeigt.
Die anderen Korallen sind ungenießbar, einige sogar giftig. Ihr Fleisch schmeckt mild würzig bis bitter, beim Kochen verstärkt sich die bittere Note noch, die oft durch den Bitterstoff Pistillarin verursacht wird. Giftige Arten können nach dem Verzehr und kurzer Latenzzeit heftige Magen-Darm-Beschwerden (Magenschmerzen, Übelkeit, Erbrechen und Durchfall) verursachen, zum Beispiel die Bauchweh-Koralle (R. mairei) oder die Dreifarbige Koralle (R. formosa). Es gibt aber auch Arten, die nur bei einigen Personen aufgrund von Allergien auf die enthaltenen Toxine Beschwerden verursachen. Welche Gifte in den Korallen vorhanden sind, ist noch unbekannt.